# ملیک‌گیوغ
ملیک‌گیوغ (به ارمنی: Մելիքգյուղ) یک شهرک در ارمنستان است که در استان آراگاتسوتن واقع شده‌است.  در  کیلومتری شمال آشتاراک، مرکز استان آراگاتسوتن واقع شده است.

## خصوصیات
ملیک‌گیوغ ۱٬۱۶۵ نفر جمعیت دارد و در ارتفاع  متر بالاتر از سطح دریا قرار گرفته است.